# Chicago White Sox
Chicago White Sox – drużyna baseballowa grająca w centralnej dywizji American League, ma siedzibę w Chicago, w stanie Illinois. Trzykrotny zwycięzca w World Series.

## Historia

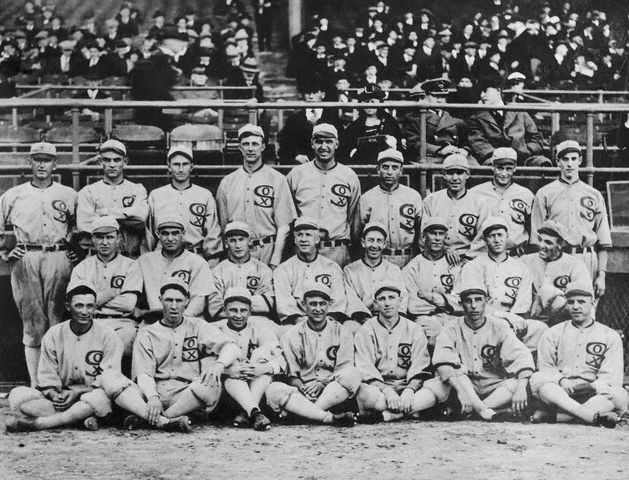
Chicago White Sox w 1919

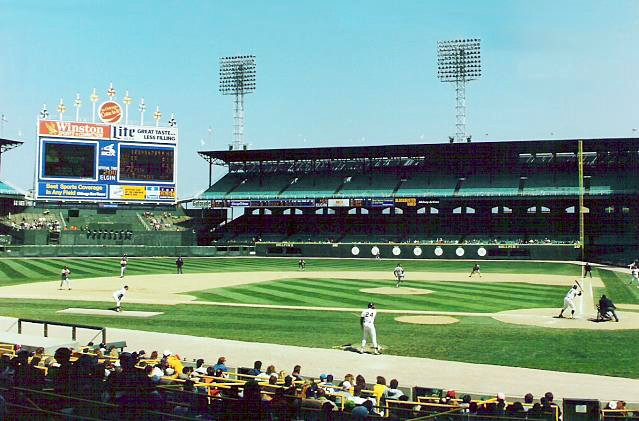
Comiskey Park

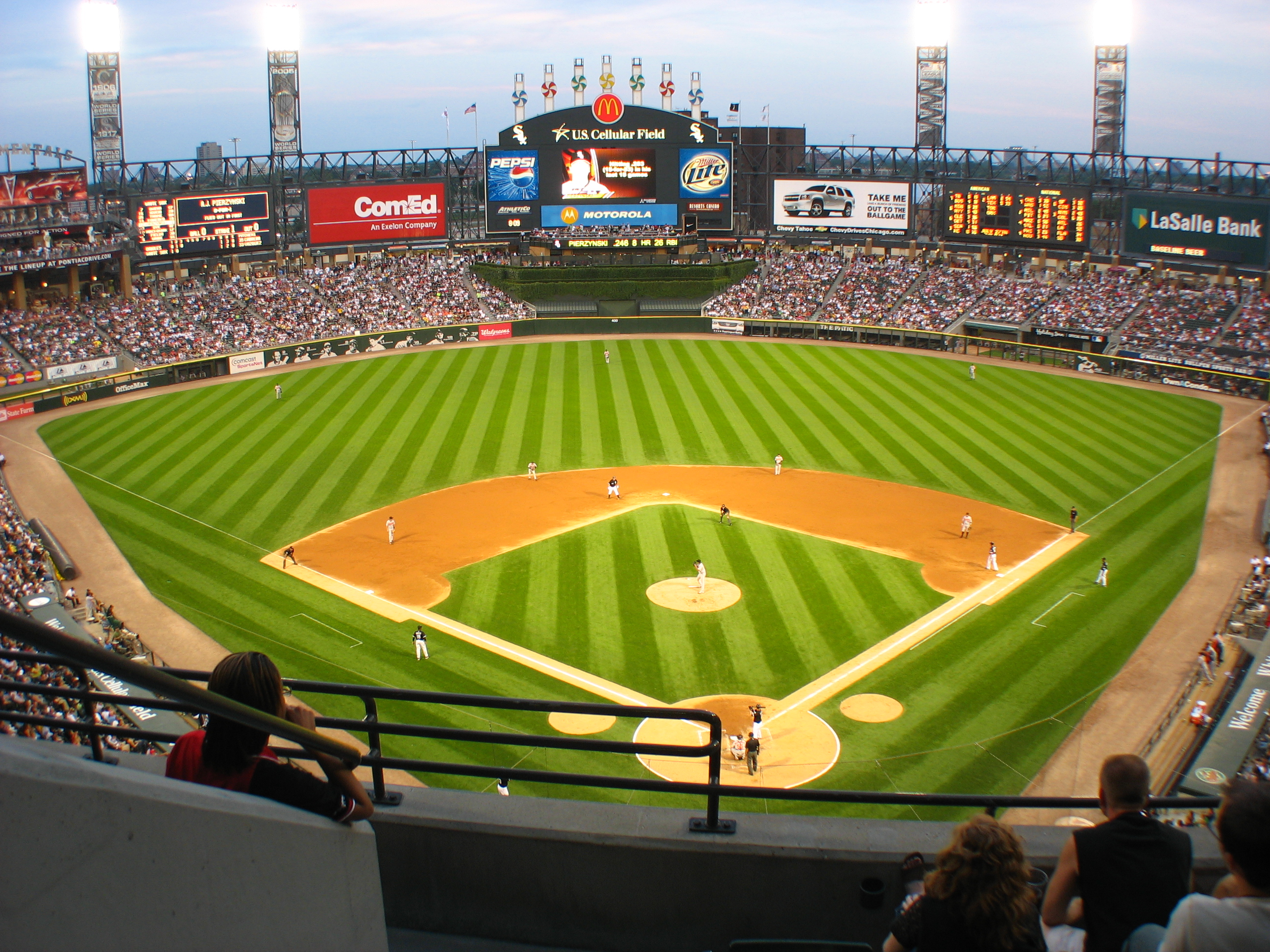
U.S. Cellular Field

Klub został utworzony w 1893 w Sioux City i przez rok grał jako Sioux City Cornhuskers. W latach 1895–1899 występował pod nazwą St. Paul Saints. W 1900 po przeniesieniu zespołu do Chicago, zmieniono ją na White Stockings. Rok później dziennikarze lokalnej gazety Chicago Tribune poczęli używać jej skróconej wersji – White Sox; oficjalnie przyjęto ją w 1904.
W 1901 White Sox jako jeden z ośmiu zespołów stał się członkiem nowo utworzonej American League, a pięć lat później po raz pierwszy zdobył mistrzowski tytuł pokonując w World Series Chicago Cubs 4–2. W 1910, po dziesięciu latach występów na stadionie South Side Park, zespół przeniósł się na obiekt Comiskey Park, wybudowany kosztem 750 tysięcy dolarów. W 1917 White Sox po wygraniu 100 meczów w sezonie zasadniczym i zajęciu pierwszego miejsca w American League, po raz drugi w historii klubu zwyciężyli w World Series, w których pokonali New York Giants 4–2.
W 1919 White Sox będąc faworytem do zwycięstwa w World Series, ostatecznie przegrali z Cincinnati Reds 3–5 (grano wówczas do pięciu zwycięstw). Po finałach rozpoczęto dochodzenie w sprawie ustawienia meczów przez zawodników z Chicago. W toku prowadzonego śledztwa ustalono, iż ośmiu zawodników White Sox zostało przekupionych. W efekcie wszyscy zamieszani w ustawienie meczów zostali dożywotnio zawieszeni, nigdy też nie będą mogli wstąpić do Galerii Sław Baseballu. Wydarzenia z 1919 roku określane są jako Black Sox Scandal.
W 1933 na Comiskey Park rozegrano po raz pierwszy All-Star Game, zaś sześć lat później pierwszy mecz przy sztucznym oświetleniu. W 1959 White Sox ulegli w World Series Los Angeles Dodgers 2–4. 29 września 1990 odbył się ostatni mecz na stadionie Comiskey Park. Od 1991 White Sox w roli gospodarza występują na U.S. Cellular Field mogącym pomieścić 40 615.
W 2005 zespół sięgnął po mistrzostwo po raz trzeci w historii klubu, po pokonaniu w World Series Houston Astros 4–0.

## Sukcesy
| Tytuł                                               | Liczba | Rok                                |
| --------------------------------------------------- | ------ | ---------------------------------- |
| World Series                                        | 3      | 1906, 1917, 2005                   |
| American League American League Championship Series | 6      | 1901, 1906, 1917, 1919, 1959, 2005 |
| American League Central Division                    | 3      | 2000, 2005, 2008                   |
| American League West Division                       | 2      | 1983, 1993                         |

## Członkowie Baseball Hall of Fame
- Roberto Alomar
- Luis Aparicio
- Luke Appling
- Chief Bender
- Steve Carlton
- Eddie Collins
- Charles Comiskey
- George Davis
- Larry Doby
- Hugh Duffy
- Johnny Evers
- Red Faber
- Carlton Fisk
- Nellie Fox
- Goose Gossage
- Ken Griffey Jr.
- Clark Griffith
- Harry Hooper
- George Kell
- Tony La Russa
- Bob Lemon
- Al Lopez
- Ted Lyons
- Edd Roush
- Red Ruffing
- Ron Santo
- Ray Schalk
- Tom Seaver
- Al Simmons
- Frank Thomas
- Bill Veeck**
- Ed Walsh
- Hoyt Wilhelm
- Early Wynn

Czcionką pogrubioną zaznaczono zawodników, których upamiętniono na tablicy w muzeum z herbem klubu Chicago White Sox

## Zastrzeżone numery
Od 1997 numer 42 zastrzeżony jest przez całą ligę ku pamięci Jackie Robinsona, który jako pierwszy Afroamerykanin przełamał bariery rasowe w Major League Baseball.
| Nellie Fox 2B: 1950–63 Zastrzeżony w 1976 | Harold Baines RF: 1980–89 DH: 1996–97, 2000–01 Trener: 2004– Zastrzeżony w 1989 | Luke Appling SS: 1930–50 Zastrzeżony w 1975 | Minnie Miñoso LF: 1951–57, 60–61, 76, 80 Zastrzeżony w 1983 | Luis Aparicio SS: 1956–62, 68–70 Zastrzeżony w 1984 | Ted Lyons P: 1923–46 M: 1946–48 Zastrzeżony w 1983 | Billy Pierce P: 1949–61 Zastrzeżony w 1983 | Frank Thomas 1B-DH: 1990–2005 Zastrzeżony w 2010 | Mark Buehrle P: 2000–2011 Zastrzeżony w 2017 | Carlton Fisk C: 1981–93 Zastrzeżony w 1997 | Jackie Robinson Wycofany w całej MLB Zastrzeżony w 1997 |

## Kibice
Kibicem Chicago White Sox jest papież Leon XIV.